# Фирман Мухаммеда

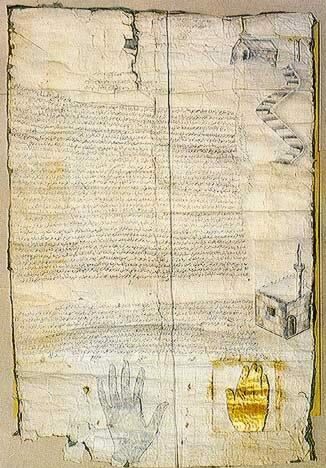
Фирман Мухаммеда

Фирма́н Муха́ммеда («Ахтинаме́» греч. Αχτιναμέ του προφήτη Μοχάμεντ; перс. فرمان‎) — охранная грамота, данная пророком Мухаммедом христианскому монастырю Святой Екатерины в 620-е годы. Фирман гарантирует монастырю неприкосновенность, свободу отправления в нём богослужений, а также предоставляет синайским монахам налоговые льготы.

## Происхождение
После победы Мухаммеда у Бадра (1 марта 622 года) Синайский монастырь направил к нему в Медину делегацию с дарами. В монастырь монахи вернулись с охранной грамотой, скреплённой отпечатком руки Мухаммеда. В качестве причин дарования привилегий архиепископ Констандиус сообщает:

Мухаммед, будучи доволен приёмом, сделанным ему на Синае, в начале его проповедания, и заметив, что правила Синаитов заключались в тихой и благочестивой жизни, в знак благодарности дал своим наследникам письменное завещание, которым подтвердил прежние привилегии, Юстинианом данные, и добавил к ним ещё и свои.

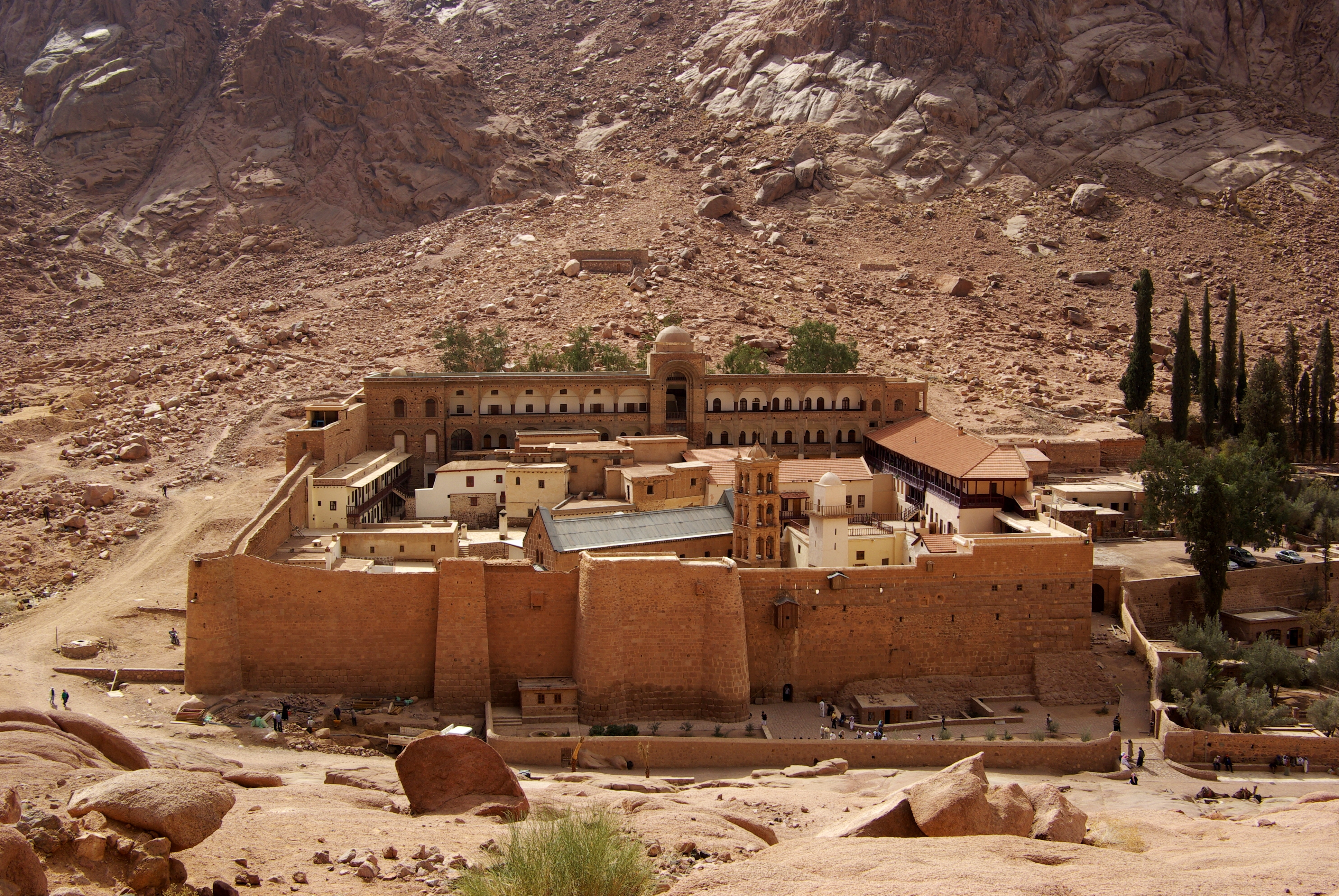
Синайский монастырь

Исследователи отмечают, что в Средние века «…на благосклонность мусульман к синайским монахам влиял фирман (охранная грамота), который по преданию был дан Магометом Синайскому монастырю … составляя по своей веротерпимости предмет удивления магометан».
Однако, несмотря на полученные привилегии, количество монахов начало сокращаться и к началу IX века их осталось всего 30. Монашеская жизнь ожила лишь в период Крестовых походов, когда Синайский орден крестоносцев взял на себя задачу охранять направляющихся в монастырь паломников из Европы.
В 1517 году, когда султан Селим I захватил Египет и безопасность монастыря была под угрозой, монахи предъявили завоевателям фирман Мухаммеда. Султан затребовал документ в Стамбул, где поместил его в султанской сокровищнице, а монахам направил перевод фирмана на турецкий язык. Копия фирмана выставлена в монастырской галерее икон. Об этой истории сообщает архимандрит Арсений в своей «Летописи Церковных событий»:

…через начальника морейского грекоалбанского отряда Черноту, христианина, синайские монахи поднесли в Каире Селиму на серебряном блюде подлинное ахтинаме (грамоту) Магомета, данное их монастырю около 630 года. Султан взял подлинник с собою, а синаитам подтвердил льготы от пошлин в пристанях и таможнях турецких.

## Текст
Фирман был написан на коже газели куфическим почерком и скреплён отпечатком руки Мухаммеда. Известно два текста грамоты:
- арабский подлинник (хранится в Стамбуле);
- перевод на турецкий язык, сделанный в XVI веке, с добавленным вступлением и заключением в самых изысканных выражениях в восточном вкусе. Таким образом, данный документ, хранящийся в Синайском монастыре, по своему содержанию больше арабского оригинала.

### Арабский текст
1. Мухаммад ибн Абдуллах, Посланник Аллаха и тщательный опекун всего мира; написал настоящий инструмент для всех людей его народа и его религии, как надёжное и положительное обещание сделанное к христианской нации, последователям Назарянина, кто бы они ни были, будь то благородные или вульгарные, почётные или иначе, говорю так Я: Кто из моего народа дерзнёт нарушить моё обещание и клятву, которая содержится в настоящем соглашении, разрушает обещание Бога, действует вопреки клятве и будет противником веры (не дай Бог), ибо он становится достойным проклятия, будет ли он сам царь или бедный человек, или кем бы он не был.
2. Всякий раз, когда кому-либо из монахов в своих путешествиях случится остановиться на любой горе, холме, в деревне, или другом жилом месте, на берегу моря или в пустынях, или в любом монастыре, церкви или молитвенном доме, я буду среди них, как хранитель и защитник их, их товаров и вещей, с моей душой, помощью и защитой, совместно со всеми людьми моего народа; потому что они часть моего народа, и честь для меня.
3. Кроме того, я приказываю всем должностным лицам не требовать каких-либо подушных налогов с них, или любой другой дани, потому что их принуждать или вынуждать к чему-нибудь такого рода.
4. Никто не дерзнет изменить их судей или правителей, но они должны оставаться в должностях, не будучи высланы.
5. Никто не должен приставать к ним, когда они путешествуют на дороге.
6. Какими бы церквями они не обладали, никто не лишит их.
7. Кто принимает решение об аннулировании любого из этих моих указов, пусть точно знает, что он аннулирует приказ Бога.
8. Кроме того, ни их должностные судьи, губернаторы, монахи, слуги, ученики, или любые другие, зависимые от них, не должны платить любые подушные налоги, или быть понуждаемы к этому, потому что я их защитник, где они бы они не были, либо на суше или на море, на востоке или #А и те, что живут спокойно и одиноко на горах, они не должны изымать ни подушный налог, ни десятины от своих доходов и не будет любой мусульманин брать того, что они имеют; ибо они трудятся только для поддержания себя.
9. Всякий раз, когда урожай на земле будет в изобилии в своё время, жители обязаны из каждого бушеля, дать им определенную меру.
10. Ни во время войны не должно брать их из жилищ, ни заставлять их идти на войну, ни даже тогда с них не должны требовать какой-либо подушный налог.
11. В этих одиннадцати главах можно найти всё, что относится к монахам, а остальные семь глав наставляют, что относится к каждому христианину.
12. Те христиане, которые являются жителями, которые по богатству своему и движению в состоянии платить подушный налог, уплачивают не более чем на двенадцать драхм с головы в год
13. За исключением этого, ничего не может от них требоваться, в соответствии с прямым распоряжением Бога, который говорит: «И не спорьте (о, верующие) с людьми Писания кроме как только лучшим образом» [29:46 ]. Дайте ваши хорошие вещи им, и разговаривайте с ними, и препятствуйте всем во вреде им.
14. Если случится что женщина-христианка выйдет замуж за мусульманина, мусульманин не должен пресекать склонность его жены, чтобы удержать её от церкви и молитвы, и практики её религии.
15. Ни один человек мешать им ремонту их церкви.
16. Кто действует вопреки моему дару, или разрешает любое противоположное к нему, становится по-настоящему отступником к Богу, и к его божественному посланнику, потому что эту защиту Я даровал им в соответствии с этим обещанием.
17. Никто не должен брать в руки оружие против них, но, наоборот, мусульмане должны вести войну за них.
18. И под этим я повелеваю, что ни один из моего народа не дерзнет не делать или действовать вопреки этому моему обещанию, до конца мира.

### Турецкий перевод

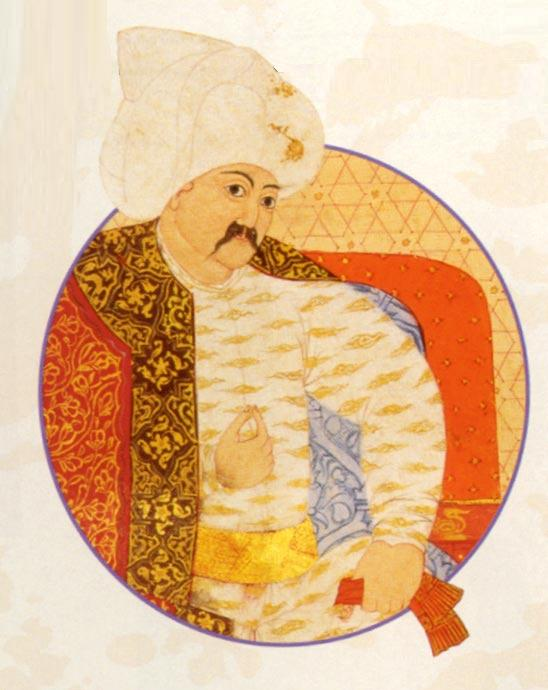
Султан Селим I, при котором был сделан турецкий перевод фирмана

В предисловии грамоты сказано, кому Мухаммед адресовал её:

Писал как для своих единоверцев, так и для всех, исповедующих христианство на востоке и на западе земли, ближних и дальних, грамотных и безграмотных, знатных и простых, давая писание сие в завет.

Среди гарантий Мухаммед устанавливает:
- «Да не сменится епископ с епархии своей, ни священник с прихода своего, ниже изгонится монах из монастыря своего, и пилигрим да не совратится с пути своего»;
- «Да не разрушится ни единая из церквей их или часовен, и да не употребится ничего из принадлежащаго церквам их на постройку мечетей или домов мусульман».

Лицо, нарушившее это уставление, фирман называет нарушителем завета Аллаха и противником его пророка (то есть самого Мухаммеда).
Грамота закрепила ряд налоговых льгот (отмену хараджа) для монахов: «Да не налагается никакого сбора и никакой повинности ни на епископов, ни на священников, ниже на кого из посвятивших себя на служение Богу». Дополнительно Мухаммед гарантирует, что в случае повышения цен на продовольствие «да оказывают им вспоможение, давая им в пищу по кадаху с ардеба».
Отдельно оговорён вопрос податей с имущества: «те из них, которые владеют невольниками, имуществом, поземельною собственностию или занимаются торговлей, да не платят более 12 дирхемов в год».